# 兵器用核分裂性物質生産禁止条約
兵器用核分裂性物質生産禁止条約（へいきようかくぶんれつぶっしつせいさんきんしじょうやく、英語表記はFMCT:Fissile Material Cut-off Treaty）とは、核兵器の実験・製造に必要な高濃縮ウランとプルトニウムの生産、および他国への輸出と技術供与を禁止を目ざす多国間条約である。カットオフ条約とも呼ばれる。

## 概要
核拡散防止条約(NPT)、包括的核実験禁止条約(CTBT)とともに、核兵器の拡散抑止・削減・廃絶を目ざすための多国間条約である。国際連合とジュネーブ軍縮会議において条約の制定と採択を目ざしているが、2009年12月現在、具体的な条文案は未制定であり、条約制定のための交渉方法も合意が未成立である。

## 条約採択を目ざす交渉の経過
1993年にアメリカ合衆国政府が提案し、1993年の国連総会において条約制定のための多国間交渉を行うことが決議され、交渉はジュネーブ軍縮会議で行うと決定された。
1995年のジュネーブ軍縮会議で交渉委任案が採択され、委員会が設置されたが、交渉方法に関する合意が成り立たず、交渉は開始されなかった。
2000年の核拡散防止条約の運用検討会議において、ジュネーブ軍縮会議に対し、兵器用核分裂性物質生産禁止条約の交渉を直ちに開始し5年以内の条約案採択を目ざすことが奨励されたが、中華人民共和国政府は兵器用核分裂性物質生産禁止条約の交渉と宇宙空間における軍備競争の防止（PAROS）の交渉を同時に行うことを主張し、アメリカ合衆国政府は兵器用核分裂性物質生産禁止条約の交渉と宇宙空間における軍備競争の防止（PAROS）の交渉を同時に行うことに反対し、交渉方法に関する米中の主張の対立により、兵器用核分裂性物質生産禁止条約制定のための交渉は開始されなかった。
2003年8月に、日本政府はジュネーブ軍縮会議に対して、兵器用核分裂性物質生産禁止条約の対象範囲、検証方法と検証に必要な技術、条約制定に必要な国際組織と法律に関する提案をした。
2006年5月にジュネーブ軍縮会議議長国の提案により、兵器用核分裂性物質生産禁止条約についての検討・交渉が行われた。この検討・交渉において、アメリカ合衆国政府は条約案と交渉方法を提出した。
2006年5月に、日本政府はジュネーブ軍縮会議に対して、規制対象にする兵器用核分裂性物質の定義に関する論点整理、兵器用核分裂性物質生産禁止条約の対象範囲、検証の基準に関する提案をした。
2009年5月、兵器用核分裂性物質生産禁止条約を制定するための交渉をすることおよび交渉計画案がアルジェリア政府から提案され採択された。